# Danilo Barcelos
Danilo Carvalho Barcelos, mais conhecido como Danilo Barcelos, ou simplesmente Danilo (Coronel Fabriciano, 17 de agosto de 1991), é um futebolista brasileiro que atua como lateral-esquerdo e meio-campista. Atualmente joga no Ponte Preta.

## Carreira

### Início no América Mineiro e empréstimo ao Francana
Danilo nasceu em Coronel Fabriciano, Minas Gerais. Como jogador de base do América Mineiro, fez seu primeiro jogo profissional pela Francana em 2011.

### Poços de Caldas e Anápoli s
Danilo foi emprestado a outros clubes, como Poços de Caldas e Anápolis.

### Retorno ao América Mineiro
Danilo retornou ao Coelho em 2013, e fez seu primeiro jogo em 25 de maio de 2013, ao entrar e sair em uma derrota por 0–1 fora de casa contra o Guaratinguetá, pelo Série B. Danilo terminou a temporada com 35 participações e um gol, contra Bragantino em 6 de outubro.
Em 10 de fevereiro de 2014, Danilo foi emprestado para o Sport Recife até o final do ano. Danilo estreou pelo Sport Recife em 27 de abril, pelo Série A, entrando no segundo tempo no lugar de Renan Oliveira, em uma vitória por 2–1 em casa contra a Chapecoense.
Danilo marcou seu primeiro gol na Série A de 2014 em 31 de agosto de 2014, em uma vitória por 2–0 em casa contra o Criciúma. Danilo retornou ao América Mineiro em 2016, quando o clube subiu para a Série A de 2016.

### América Mineiro (terceira passagem)
Em 2016, jogou 51 jogos e marcou 10 gols pelo América Mineiro, três deles nas finais do Campeonato Mineiro de 2016 - Módulo I, contra o Atlético Mineiro, se tornando o herói do título.

### Atlético Mineiro
Em 21 de dezembro de 2016, foi anunciado como novo jogador do Atlético Mineiro, para a temporada 2017. Logo em sua estreia, dia 04 de fevereiro, Danilo marcou dois gols e deu assistência para o terceiro, em vitória por 3 a 0 sobre o Tombense, pelo Campeonato Mineiro. Em 17 de julho de 2017, foi anunciado o seu empréstimo para a Ponte Preta, válido até o fim do Campeonato Paulista de 2018.

### Vasco da Gama
Acertou sua ida para o Vasco da Gama em dezembro de 2018. No dia 3 de janeiro de 2019, Danilo foi apresentado oficialmente pela equipe Cruzmaltina, junto do meia Bruno César. Sua estreia ocorreu no dia 19 de janeiro, contra o Madureira pelo Campeonato Carioca. logo no jogo seguinte contra o Volta Redonda, Danilo Marcou o seu 1º gol com a camisa Cruzmaltina, em uma bela cobrança de falta, e que foi o 3º gol do Vasco na partida que terminou com a placar de 5–2 para o Cruzmaltino. No dia 17 de fevereiro, Danilo marcou o gol do titulo da Taça Guanabara para o Vasco, novamente em uma cobrança de falta. Na partida contra o Flamengo, no dia 9 de março, o lateral-esquerdo no final do segundo tempo, evitou o gol de Rodinei que consagraria a vitória flamenguista, ao tirar a bola em cima da linha e no lance seguinte Maxi López garantiu o empate para o Cruzmaltino, ao converter um pênalti aos 50 minutos do segundo tempo. No jogo seguinte, contra o Avaí, Danilo marcou novamente de falta, o gol foi o de empate do Cruzmaltino no jogo em que terminou com o placar de 3–2 para o Vasco. No dia 13 de junho, Danilo Marcou aos 35 do 2º tempo o gol da Vitória do Vasco contra o Ceará, pela 9ª rodada do Brasileirão. Voltou a marcar contra o Athletico Paranaense, de pênalti, pela 20ª rodada do Brasileirão.

### Botafogo
Em janeiro de 2020, foi anunciado como novo jogador do Botafogo, assinando contrato por duas temporadas.

### Fluminense
Após rescindir seu contrato com o Botafogo, Danilo acertou com o Fluminense até o final de 2022.

## Títulos
Sport
- Copa do Nordeste: 2014
- Campeonato Pernambucano: 2014

América Mineiro
- Campeonato Mineiro: 2016

Atlético Mineiro
- Campeonato Mineiro: 2017

Vasco da Gama
- Taça Guanabara: 2019

Fluminense
- Taça Guanabara: 2022

Ceará
- Copa do Nordeste: 2023